# Святой Иероним с донатором Джироламо Амади
«Святой Иероним с донатором Джироламо Амади» (итал. San Girolamo e il donatore Girolamo Amadi) — картина итальянского живописца Пьеро делла Франческа (1416/17—1492), представителя эпохи Раннего Возрождения. Написана примерно в 1450 году. С 1850 года хранится в коллекции Галереи Академии в Венеции.

## Описание
Картина предназначалась для личного пользования и была заказана Джироламо Амади, представителем знатного рода из Лукки, который позже поселился в Венеции, где семейство построило церковь Санта-Мария-дей-Мираколи.
Заказчик картины, несмотря на то, что он изображен на коленях перед святым Иеронимом, имеет такие же пропорции, как и святой, что свидетельствует об установлении новых равных отношений между святыми и верующими. На заднем плане изображены холмы Тибра и родного города художника Сансеполькро; художник любил изображать мягкий рельеф тосканской земли. Картина претерпела серьезные изменения в цвете: для изображения зеленых листьев и окружающих холмов был использован резинат меди, который со временем окислился, превратившись в цвет жженого каштана. На фоне прозрачного пейзажа вырисовываются фигуры во всей их геометрической высоте. Открытая книга на коленях святого является мотивом фламандской живописи, с помощью которого мастера перспективной живописи соревновались, чтобы показать собственные умения.
На стволе дерева, куда вбит крест, находится надпись с подписью художника PETRI DE BÛ[R]GO S[AN]Ĉ[T]I SEPULCRI OPUS («Петра из Сан-Сеполькро работа»).